# Кумасо
Кумасо (яп. 熊襲, くまそ, «ведмежі нападники») — соціо-культурна або етнічна група, яка проживала у Південній Японії, центральній і південній частинах острова Кюсю, впродовж 3 — 6 століть.

## Короткі відомості
Кумасо вважаються автохтонами Японського архіпелагу і нащадками культури Джьомон.
З експансією ранньояпонської держави Ямато на південь, кумасо вступили з нею у збройний конфлікт, але програли. За переказами, останній правитель місцевих племен поліг від руки японського легендарного полководця Ямато Такеру. Більшість кумасо була винищена. Ті, хто вцілів, були асимільовані завойовниками або направлені на північ Японського архіпелагу воювати проти тамтешніх автохтонів — еміші.
Кумасо зникли на початку 7 століття. Від їхнього імені, яке було надано ворогами яматосцями, походять назви міста і префектури Кумамото.